# Estação Santuario Mártires de Cristo Rey
A Estação Santuario Mártires de Cristo Rey é uma das estações do VLT de Guadalajara, situada entre Guadalajara e Tlaquepaque, entre a Estação España e a Estação Periférico Sur. Administrada pelo Sistema de Tren Eléctrico Urbano (SITEUR), faz parte da Linha 1.
Foi inaugurada em 1º de setembro de 1989. Localiza-se no cruzamento da Avenida Cólon com a Avenida do Tesoro. Atende os bairros Nueva España, Balcones de Santa María e Fraccionamiento Cerro del Tesoro.